# جوزپه گالدریسی
جوزپه گالدریسی (به ایتالیایی: Giuseppe Galderisi) بازیکن فوتبال اهل ایتالیا است 

## تیم ملی
از سال ۱۹۸۵ میلادی عضو تیم ملی فوتبال ایتالیا بوده و در ۱۰ بازی ملی حضور داشته‌است. او در بازی‌های ملی‌اش گلی به ثمر نرساند.
گالدریسی آخرین بازی ملی خود را در سال ۱۹۸۶ میلادی انجام داد.